# تشاند جالني لاجا
تشاند جالني لاجا ( وبدأ القمر يشتعل) هو مسلسل تلفزيوني هندي ذو طابع درامي ورومانسي. تم عرضه لأول مرة في 23 أكتوبر 2023 على قناة Colors TV كما يتم بثه على المنصة الرقمية Jio Cinema . من إنتاج سيدهارث كومار تيواري وغاياتري جيل تيواري ضمن شركة Swastik Pictures ، وهو من بطولة فيشال أديتيا سينغ وكانيكا مان .

## فريق العمل:

### الأدوار الرئيسية:
- فيشال أديتيا سينغ في دور ديفا "ديف" / السيد مالك: صديق طفولة تارا (2023 إلى الوقت الحاضر)
  - كريش تشوغ في دور الطفل ديفا (2023)
- كانيكا مان في دور تارا سيجال: ابنة فانراج وأمريتا ؛ أخت روناك الصغرى ؛ صديقة طفولة ديفا (2023 إلى الوقت الحاضر)
  - أورفي أوبدهياي في دور الطفلة تارا سيغال (2023)

#### الأدوار الثانوية:
- ناصر خان في دور فانراج سيجال: الأخ الأكبر لسارتاج. أرمل أمريتا. والد روناك وتارا (2023 إلى الوقت الحاضر)
- برانيت بهات في دور سارتاج سيجال: الأخ الأصغر لفانراج؛ زوج سوني؛ والد أنانيا (2023 إلى الوقت الحاضر)
- سوراب بيدي في دور روناك سيجال: ابن فانراج وأمريتا؛ شقيق تارا الأكبر (2023 إلى الوقت الحاضر)
- سوميش أغراوال بدور فاسانت: القائم بأعمال قصر عائلة سيجال (2023 إلى الوقت الحاضر)
- تريشنا موخيرجي في دور سوني سيجال: زوجة سارتاج؛ والدة أنانيا (2023 إلى الوقت الحاضر)
- شيفالي ماهيدا بدور أنانيا سيجال: ابنة سارتاج وسوني؛ خطيبة بالاش السابقة؛ ابن أخ فانراج (2023–الآن)
- كارتيك راو بدور بالاش: خطيب أنانيا السابق (2023 إلى الوقت الحاضر)
- أكشات كارما بدور راجفير: صديق بالاش (2023 إلى الوقت الحاضر)
- أديتيا سينغ بونديلا كصديق بالاش (2023 إلى الوقت الحاضر)
- ساتيامفادا سينغ بدور شاغون دارامس (2023 إلى الوقت الحاضر)
- سايانتاني غوش (2023–الحاضر)
- جوربريت بيدي (2023–الآن)

### ضيوف الشرف:
- روبالي جانجولي بدور أمريتا سيغال: زوجة فانراج؛ والدة روناك وتارا (2023)